# Citua
La citua o situa era una fiesta solemne celebrada por los incas el primer día de la luna después del equinoccio. 
Era considerada como un sacrificio de expiación general. El pueblo se preparaba con un ayuno de 24 horas y con una continencia escrupulosa. Hacían una especie de pasta mezclada con sangre, sacada de entre la nariz y las cejas de los niños con la que se frotaban la cabeza, cara, pecho, espalda, brazos y muslos después de haberse lavado todo el cuerpo, operación con la cual creían precaverse de toda clase de enfermedades. Frotaban igualmente con la misma pasta los umbrales de las casas en los que dejaban una pequeña porción para manifestar que habían sido purificados. 
El gran sacerdote hacía las mismas ceremonias en el palacio y en el templo del Sol, mientras que los demás sacerdotes de un orden inferior purificaban las capillas y otros lugares sagrados. En el instante en que el sol aparecía sobre el horizonte, la nación entera le tributaba sus homenajes. Le presentaba en la plaza de Cuzco un príncipe de la sangre real magníficamente vestido, con una lanza en la mano, adornada de plumas de diversos colores y enriquecido con muchos anillos de oro. Este inca se unía con otros cuatro, igualmente armados de lanzas que él purificaba en cierto modo tocándolas con la suya. Entonces declaraba que el sol les había elegido para quitar de entre ellos todas las enfermedades e inmediatamente estos cuatro corrían por todos los cuarteles de la ciudad, en cuyo momento salían las gentes de sus casas para tocar sus vestidos y frotarse luego la cabeza, el rostro, los brazos y muslos. Estas purificaciones iban acompañada de grandes aclamaciones de alegría y la superstición hacía creer a los incas que se habían alejado de su ciudad todas las enfermedades con aquellas ceremonias al menos cinco o seis leguas de la ciudad. 